# Haywood Peak
Der Haywood Peak ist ein 2052 m hoher Berg auf der antarktischen Ross-Insel. In den Kyle Hills ragt er unmittelbar westlich des Tekapo Ridge an den östlichen Hängen des Mount McIntosh auf.
Das Advisory Committee on Antarctic Names benannte ihn im Jahr 2013 nach dem US-amerikanischen John Haywood, der als Logistiker im Rahmen des United States Antarctic Program unter anderem die Arbeiten der Wissenschaftler des National Science Foundation und der Mitarbeiter des privaten Dienstleisters Raytheon organisatorisch unterstützt und standardisiert hatte.